# Draconichthys
Draconichthys is een geslacht van selenosteïde arthrodire placodermen uit de Kellwasserkalk-facies uit het Laat-Frasnien van het Anti-Atlasgebergte van wat nu Marokko is. Tijdens het Laat-Devoon zou het gebied een ondiepe, door algen gekleurde zee zijn geweest.
Draconichthys elegans verschilt van alle andere selenosteïden in de structuur van de gnathale platen, die relatief groot zijn en lange tandenachtige uitsteeksels hebben. Dit kenmerk suggereert sterk dat het een roofdier was en zijn getande gnathale platen gebruikte om te voorkomen dat een gevangen prooi uit zijn mond kronkelde. De anatomie van zijn schedel is echter verder heel typerend voor selenosteïden, omdat hij erg lijkt op de geslachten Enseosteus, Rhinosteus en Walterosteus. Draconichthys elegans is momenteel bekend van een enkele schedel van ongeveer honderdtwaalf millimeter lang.